# 居爾根泰佩
居爾根泰佩土耳其的城鎮，位於該國北部，由奧爾杜省負責管轄，距離首府奧爾杜約48公里，面積143平方公里，海拔高度1,120米，2000年人口普查為18,313人。

## 外部連結
- District governor's official website （页面存档备份，存于） （土耳其文）
- Road map of Gürgentepe and environs
- Various images of Gürgentepe, Ordu （页面存档备份，存于）

40°47′18″N 37°36′06″E / 40.78833°N 37.60167°E